# DEUS
dEUS ist eine aus Antwerpen in Belgien stammende Indie-Rock-/Alternative-Rock-Band.

## Geschichte
Die Band formierte sich 1989 in Antwerpen.
Die ersten drei Studioalben der Band erschienen bei Island Records: Worst Case Scenario (1994), In a Bar Under the Sea (1996) und The Ideal Crash (1999). dEUS veröffentlichten auch mehrere Singles und die experimentelle EP My Sister = My Clock (1995), die ursprünglich nur für den Direktverkauf an Fans konzipiert war, wegen der großen Nachfrage von Island dann aber doch als frei verkäuflicher Release herausgegeben wurde. 2001 erschien eine Zusammenstellung von Songs unter dem Titel No More Loud Music mit einer parallelen DVD namens No More Video.
Von 2000 bis 2004 nahm die Band eine ausgedehnte Auszeit, um den Mitgliedern die Möglichkeit zu geben, ihren verschiedenen Interessen nachzugehen. Barman trat in dieser Zeit als Regisseur und Drehbuchautor des Spielfilms Any Way the Wind Blows in Erscheinung. Ab Mitte des Jahres 2004 begann die Band mit der Aufnahme neuen Materials und gab Konzerte an verschiedenen Orten in Europa. Im August 2004 erschien (ausschließlich als Download) die Single If You Don't Get What You Want. Das Album mit dem Titel Pocket Revolution erschien am 12. September 2005 beim zur Virgin Group gehörenden Label V2 Records. Auf der EP What We Talk About (When We Talk About Love) (eine Reverenz an den Titel einer Kurzgeschichtensammlung von Raymond Carver von 1981) findet sich auch eine spanisch gesungene Version des Titelsongs: „Sentimientos, cuando hablamos de amor“.
2004 erschien bei Universal die Doppel-CD Tom Barman, Guy van Nueten, live. Dieses Album, reduziert auf Gitarre und Gesang (Barman) und Piano (van Nueten), bietet neben einigen Coverversionen interessante Live-Versionen von dEUS-Songs, die zum Teil zuvor, teilweise aber auch erst später, auf verschiedenen Alben der Band veröffentlicht wurden.
Das Album Vantage Point, kam im April 2008 auf dem V2-Label heraus. Das Album Keep You Close ist am 16. September 2011 erschienen, es erreichte noch am selben Tag Gold-Status in Belgien. Im Oktober 2011 folgte die Platin-Auszeichnung.
Im Februar 2023 veröffentlichte die Band nach zehnjähriger Pause das Album How to Replace It.

## Stil
Die Band, die hauptsächlich auf Englisch singt, fiel mit einer ungewöhnlichen Bandbreite integrierter Einflüsse auf, die von Captain Beefheart über Jazz im Stil von Charles Mingus, Leonard Cohen bis zu Velvet Underground reichen. Entsprechend spiegelt sich in ihrer Musik eine Vielzahl unterschiedlicher Stilrichtungen, darunter Pop, Punk und Heavy Metal. dEUS wurden schnell zu einer der erfolgreichsten belgischen Rockbands in der bisherigen Geschichte.

## Besetzung
Frontmann der Band ist Tom Barman mit Gesang und Gitarre. Klaas Janzoons spielt Keyboard, Mandoline und Violine, Stéphane Misseghers Schlagzeug, Alan Gevaert Bass und Mauro Pawlowski ebenfalls Gitarre. Misseghers war bis 2004 Mitglied der Band Soulwax; Pawlowski gehörte, wie Craig Ward, vorübergehend zu Kiss My Jazz.
Frühere Mitglieder waren Stef Kamil Carlens (Bass), der ausstieg und die Band Zita Swoon (anfangs unter dem Namen Moondog Jr.) gründete; Rudy Trouvé (Gitarre), der eine Karriere als Musiker und bildender Künstler verfolgt; Jules de Borgher (Schlagzeug); Danny Mommens (Bass), der die Band 2004 verließ, um sich ganz seiner anderen Band Vive la Fête zu widmen; und Craig Ward (Gitarre), der ebenfalls 2004 aus gesundheitlichen Gründen ausschied.

## Diskografie

### Alben
| Jahr | Titel                   | Höchstplatzierung, Gesamtwochen, AuszeichnungChartplatzierungen (Jahr, Titel, Platzierungen, Wochen, Auszeichnungen, Anmerkungen) | Höchstplatzierung, Gesamtwochen, AuszeichnungChartplatzierungen (Jahr, Titel, Platzierungen, Wochen, Auszeichnungen, Anmerkungen) | Höchstplatzierung, Gesamtwochen, AuszeichnungChartplatzierungen (Jahr, Titel, Platzierungen, Wochen, Auszeichnungen, Anmerkungen) | Höchstplatzierung, Gesamtwochen, AuszeichnungChartplatzierungen (Jahr, Titel, Platzierungen, Wochen, Auszeichnungen, Anmerkungen) | Höchstplatzierung, Gesamtwochen, AuszeichnungChartplatzierungen (Jahr, Titel, Platzierungen, Wochen, Auszeichnungen, Anmerkungen) | Höchstplatzierung, Gesamtwochen, AuszeichnungChartplatzierungen (Jahr, Titel, Platzierungen, Wochen, Auszeichnungen, Anmerkungen) | Anmerkungen |
| Jahr | Titel                   | DE | AT | CH | UK | BEF | BEW | Anmerkungen |
| ---- | ----------------------- | --- | --- | --- | --- | --- | --- | --- |
| 1994 | Worst Case Scenario     | — | — | — | UK90 (1 Wo.)UK | BEF35 Gold · (10 Wo.)BEF | — | Erstveröffentlichung: 1. Juli 1994 Charteinstieg erst 1995 nach Wiederveröffentlichung 2009 erneut auf Platz 39 |
| 1996 | In a Bar, Under the Sea | — | — | — | UK77 (1 Wo.)UK | BEF2 Platin · (33 Wo.)BEF | BEW6 (18 Wo.)BEW | Erstveröffentlichung: 16. September 1996                                                                        |
| 1999 | The Ideal Crash         | DE80 (1 Wo.)DE | — | — | UK64 (1 Wo.)UK | BEF2 Gold · (38 Wo.)BEF | BEW14 (15 Wo.)BEW | Erstveröffentlichung: 15. März 1999                                                                             |
| 2005 | Pocket Revolution       | DE67 (1 Wo.)DE | AT58 (1 Wo.)AT | CH54 (3 Wo.)CH | — | BEF1 Platin · (37 Wo.)BEF | BEW6 (23 Wo.)BEW | Erstveröffentlichung: 9. September 2005                                                                         |
| 2008 | Vantage Point           | DE65 (1 Wo.)DE | AT57 (4 Wo.)AT | CH57 (2 Wo.)CH | — | BEF1 Platin · (29 Wo.)BEF | BEW3 (23 Wo.)BEW | Erstveröffentlichung: 18. April 2008                                                                            |
| 2011 | Keep You Close          | DE67 (1 Wo.)DE | AT56 (1 Wo.)AT | CH38 (2 Wo.)CH | — | BEF1 Platin · (32 Wo.)BEF | BEW3 (15 Wo.)BEW | Erstveröffentlichung: 16. September 2001                                                                        |
| 2012 | Following Sea           | — | — | CH39 (2 Wo.)CH | — | BEF1 Gold · (53 Wo.)BEF | BEW3 (28 Wo.)BEW | Erstveröffentlichung: 11. Juni 2012                                                                             |
| 2023 | How to Replace It       | DE32 (1 Wo.)DE | — | CH42 (1 Wo.)CH | — | BEF1 (23 Wo.)BEF | BEW3 (6 Wo.)BEW | Erstveröffentlichung: 17. Februar 2023                                                                          |

grau schraffiert: keine Chartdaten aus diesem Jahr verfügbar

### Livealben
- 2004: Tom Barman, Guy van Nueten, live

### Kompilationen
| Jahr | Titel                           | Höchstplatzierung, Gesamtwochen, AuszeichnungChartplatzierungen (Jahr, Titel, Platzierungen, Wochen, Auszeichnungen, Anmerkungen) | Höchstplatzierung, Gesamtwochen, AuszeichnungChartplatzierungen (Jahr, Titel, Platzierungen, Wochen, Auszeichnungen, Anmerkungen) | Höchstplatzierung, Gesamtwochen, AuszeichnungChartplatzierungen (Jahr, Titel, Platzierungen, Wochen, Auszeichnungen, Anmerkungen) | Höchstplatzierung, Gesamtwochen, AuszeichnungChartplatzierungen (Jahr, Titel, Platzierungen, Wochen, Auszeichnungen, Anmerkungen) | Höchstplatzierung, Gesamtwochen, AuszeichnungChartplatzierungen (Jahr, Titel, Platzierungen, Wochen, Auszeichnungen, Anmerkungen) | Höchstplatzierung, Gesamtwochen, AuszeichnungChartplatzierungen (Jahr, Titel, Platzierungen, Wochen, Auszeichnungen, Anmerkungen) | Anmerkungen                             |
| Jahr | Titel                           | DE | AT | CH | UK | BEF | BEW | Anmerkungen                             |
| ---- | ------------------------------- | --- | --- | --- | --- | --- | --- | --------------------------------------- |
| 2001 | No More Loud Music: The Singles | — | — | — | — | BEF8 (16 Wo.)BEF | — | Erstveröffentlichung: 23. November 2001 |
| 2014 | Selected Songs 1994-2014        | — | — | — | — | BEF8 (25 Wo.)BEF | BEW59 (12 Wo.)BEW | Erstveröffentlichung: 7. November 2014  |

### EPs
| Jahr | Titel                | Höchstplatzierung, Gesamtwochen, AuszeichnungChartplatzierungen (Jahr, Titel, Platzierungen, Wochen, Auszeichnungen, Anmerkungen) | Höchstplatzierung, Gesamtwochen, AuszeichnungChartplatzierungen (Jahr, Titel, Platzierungen, Wochen, Auszeichnungen, Anmerkungen) | Höchstplatzierung, Gesamtwochen, AuszeichnungChartplatzierungen (Jahr, Titel, Platzierungen, Wochen, Auszeichnungen, Anmerkungen) | Höchstplatzierung, Gesamtwochen, AuszeichnungChartplatzierungen (Jahr, Titel, Platzierungen, Wochen, Auszeichnungen, Anmerkungen) | Höchstplatzierung, Gesamtwochen, AuszeichnungChartplatzierungen (Jahr, Titel, Platzierungen, Wochen, Auszeichnungen, Anmerkungen) | Höchstplatzierung, Gesamtwochen, AuszeichnungChartplatzierungen (Jahr, Titel, Platzierungen, Wochen, Auszeichnungen, Anmerkungen) | Anmerkungen                            |
| Jahr | Titel                | DE | AT | CH | UK | BEF | BEW | Anmerkungen                            |
| ---- | -------------------- | --- | --- | --- | --- | --- | --- | -------------------------------------- |
| 1995 | My Sister = My Clock | — | — | — | — | BEF3 (8 Wo.)BEF | BEW22 (5 Wo.)BEW | Erstveröffentlichung: 23. Oktober 1995 |

Weitere EPs
- 1993: Zea
- 2006: What We Talk About (When We Talk About Love)

### Singles
| Jahr | Titel Album                                           | Höchstplatzierung, Gesamtwochen, AuszeichnungChartplatzierungen (Jahr, Titel, Album, Platzierungen, Wochen, Auszeichnungen, Anmerkungen) | Höchstplatzierung, Gesamtwochen, AuszeichnungChartplatzierungen (Jahr, Titel, Album, Platzierungen, Wochen, Auszeichnungen, Anmerkungen) | Höchstplatzierung, Gesamtwochen, AuszeichnungChartplatzierungen (Jahr, Titel, Album, Platzierungen, Wochen, Auszeichnungen, Anmerkungen) | Anmerkungen                            |
| Jahr | Titel Album                                           | UK | BEF | BEW | Anmerkungen                            |
| ---- | ----------------------------------------------------- | --- | --- | --- | -------------------------------------- |
| 1994 | Suds & Soda Worst Case Scenario                       | UK79 (2 Wo.)UK | — | — |                                        |
| 1994 | Via Worst Case Scenario                               | UK95 (1 Wo.)UK | — | — |                                        |
| 1994 | Hotel Lounge (Be the Death of Me) Worst Case Scenario | UK55 (2 Wo.)UK | — | — |                                        |
| 1996 | Theme From Turnpike In A Bar, Under The Sea           | UK68 (1 Wo.)UK | — | — |                                        |
| 1996 | Little Arithmetics In A Bar, Under The Sea            | UK44 (3 Wo.)UK | BEF40 (2 Wo.)BEF | — | Erstveröffentlichung: 7. Oktober 1996  |
| 1997 | Roses In A Bar, Under The Sea                         | UK56 (2 Wo.)UK | — | — | Erstveröffentlichung: 3. März 1997     |
| 1999 | Instant Street The Ideal Crash                        | UK49 (2 Wo.)UK | BEF48 (1 Wo.)BEF | — | Erstveröffentlichung: 26. Februar 1999 |
| 1999 | Sister Dew The Ideal Crash                            | UK62 (1 Wo.)UK | — | — |                                        |
| 2001 | Nothing Really Ends No More Loud Music                | — | BEF30 (7 Wo.)BEF | — |                                        |
| 2008 | The Architect Vantage Point                           | — | BEF2 (20 Wo.)BEF | BEW25 (7 Wo.)BEW | Erstveröffentlichung: 4. April 2008    |
| 2008 | Eternal Woman Vantage Point                           | — | BEF35 (3 Wo.)BEF | — |                                        |
| 2008 | Slow Vantage Point                                    | — | BEF43 (3 Wo.)BEF | — |                                        |
| 2008 | When She Comes Down Vantage Point                     | — | BEF49 (1 Wo.)BEF | — |                                        |
| 2011 | Constant Now Keep You Close                           | — | BEF14 (14 Wo.)BEF | — | Erstveröffentlichung: 18. Juli 2011    |
| 2012 | Keep You Close                                        | — | BEF49 (2 Wo.)BEF | — | Erstveröffentlichung: 12. März 2012    |
| 2012 | Quatre mains Following Sea                            | — | BEF10 (12 Wo.)BEF | BEW40 (2 Wo.)BEW | Erstveröffentlichung: 4. Juni 2012     |

grau schraffiert: keine Chartdaten aus diesem Jahr verfügbar